# Descanso Gardens
Los Jardines Descanso (en inglés: Descanso Gardens), es un área preservada de Chaparral, Rosaleda, jardín japonés y jardín botánico de 150 acres (61 hectáreas) de extensión, en La Cañada Flintridge, California, Estados Unidos.
Descanso Gardens incluye 80 hectáreas cultivadas y 80 hectáreas de chaparral natural de ladera de colina. Esta antigua finca privada, ahora propiedad del Condado de Los Ángeles y operado por una asociación sin ánimo de lucro Descanso Gardens Guild, es internacionalmente conocido como la sede de la colección más grande de la camelia en los Estados Unidos (20 acres de camelias que crecen bajo el dosel de robles de California).
Los Descanso Gardens aún no es miembro del "Botanic Gardens Conservation Internacional" (BGCI).

## Localización
Descanso Gardens, 1418 Descanso Drive, La Cañada Flintridge, Los Angeles County, California CA 91011 United States of America-Estados Unidos de América.
Planos y vistas satelitales.34°12′1″N 118°12′45″O / 34.20028, -118.21250
La entrada es gratuita.

## Historia
Durante un tiempo esta finca perteneció al magnate de los periódicos E. Manchester Boddy, que editó el periódico Los Angeles Daily News. 
Trabajó el jardín como un jardín comercial de producción de flores de camelia como flor cortada, para suministros de guirnaldas para bailes de fin de curso, por ejemplo, hasta que cediera la finca al condado de Los Ángeles en 1953.
El condado ha desarrollado la finca para incluir una rosaleda, además de una casa de té japonesa, jardín de lilas, un santuario de pájaros, un xeriscape, y por supuesto una tienda de regalos. 
También reciben regularmente exhibiciones de la camelia, conciertos al aire libre de música, y celebraciones de bodas. Están la más ocupada sin embargo en el fin de semana de Pascua, cuando los  tulipanes están en la floración y los huevos de Pascua se ocultan en el césped central de 1 acres (4 000 m²) de extensión.

## Colecciones

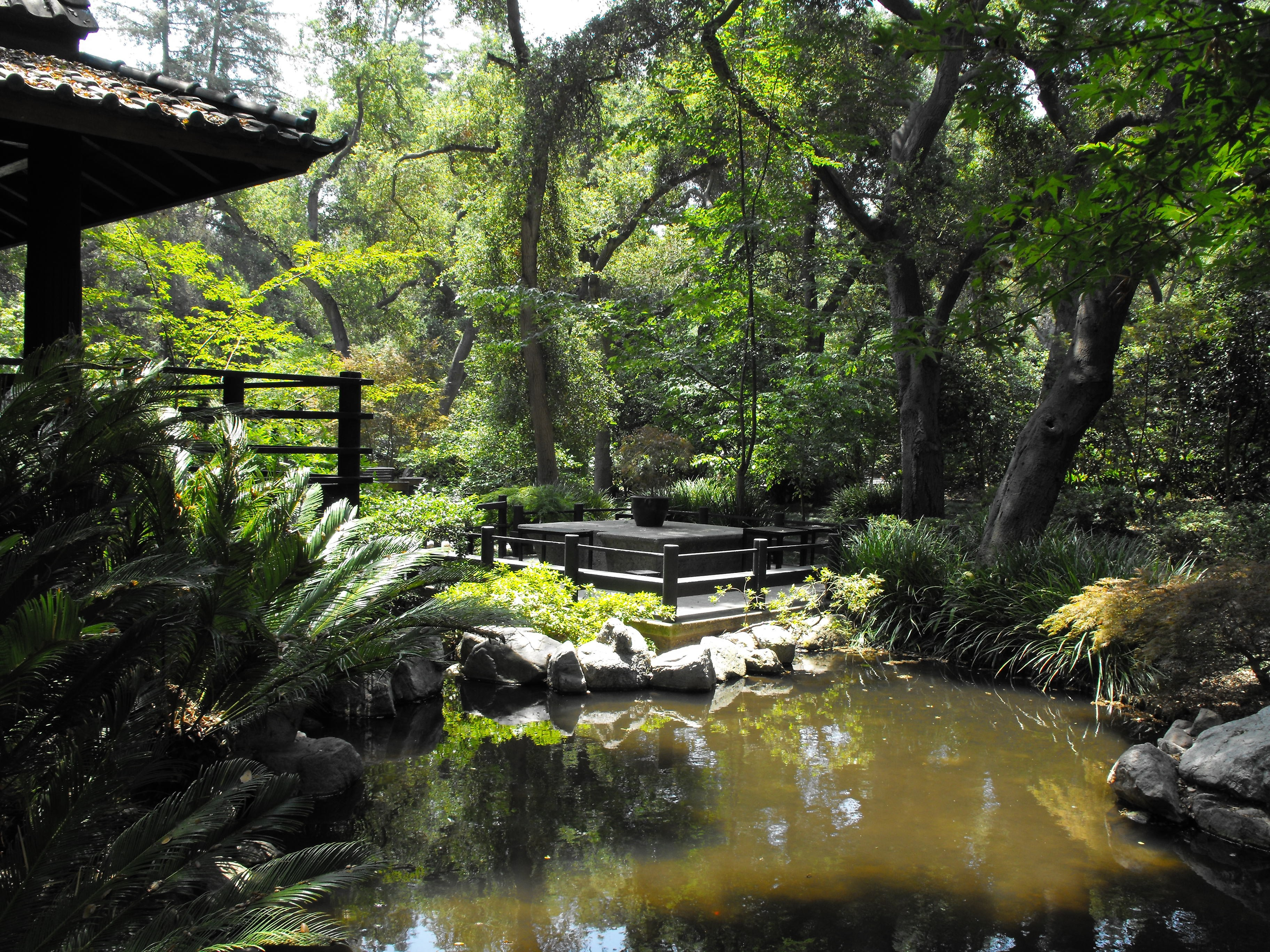
Rincón de la "Casa de Té" del "Descanso gardens".

Entre las colecciones de plantas que alberga Descanso Gardens, son de destacar:
- Bosque de las camelias, antes de que la finca fuera abierta al público como "Descanso Gardens" esta era un bosque de robles. Entre las décadas de 1930 y 1940, cuando el editor de periódicos E. Manchester Boddy estaba reacondicionando su finca llamada "Rancho del Descanso", plantó miles de camelias a la sombra de los robles para suministrar flores a la industria de la flor cortada. Estas camelias y las añadidas en los últimos años conforman la mayor colección de camelias del Norte de América con más de 34,000 plantas y más de 700 taxones de camelias, que incluyen especies, variedades, cultivares e híbridos, ocupando unos 20 acres de extensión. Muchos de estos ejemplares alcanzan una altura de más de 20 pies de altura. Aquí se encuentran camelias tanto conocidas como raras y ha sido designado como « International Camellia Garden of Excellence » por la International Camellia Society.
- Jardín de Lilas, con más de 500 lilas que entre abril y junio despliegan sus perfumes, entre ellas la 'Lavender Lady' que fue desarrollada y cultivada por los horticultores de Descanso Gardens. En 1999, los Descanso Gardens celebraron el 50.º cumpleaños de la 'Lavender Lady.'
- Jardín de plantas silvestres de California, el jardín original de 8 acres de extensión fue diseñado en 1959 por el renombrado  horticultor Theodore Payne, y ha sido incrementado en estos últimos años. Entre sus colecciones más impactantes se encuentran las amapolas de California, manzanitas, y especies silvestres de floraciones espectaculares.
- Rosaleda, con más de 3,000 rosas que representan centurias de historia hortículta y docenas de regiones a lo largo del mundo. Importantes colecciones de especies, de rosas antiguas de jardín y modernas distribuidas junto a plantas acompañantes, que están adaptadas al clima del sur de California.
- Jardín japonés, con una casa de té, The « Full Moon Tea House » (casa de té de la luna llena) con un tejado de tejas azules importadas de Japón. A lo largo de un puente Shinto se encuentra una estructura que recuerda a una granja japonesa. Esta estructura denominada el "Minka", fue diseñada y donada por Robert H. Kawashima en 1969. Otra estructura de jardín seco está modelada según un jardín Zen de Kioto.
- Xeriscape con plantas nativas de California.

## Atractivos del jardín
Entre sus atracciones se encuentran,
El ferrocarril « Descanso Gardens Enchanted Railroad », réplica a escala x8 de un tren de diesel, que transporta viajeros a lo largo de una sección del parque.
La Boddy House es la casa original de 22 habitaciones de E. Manchester Boddy, que fue diseñada por James E. Dolena en el estilo arquitectónico "Hollywood Regency" en 1937.
En el 2007, "Boddy House" fue rehabilitada con ocasión de la 43.ª Muestra de Casa de Diseño de Pasadena anual, y decorada en una reinterpretación contemporánea del estilo original "Hollywood Regency". Posteriormente, una concesión importante de la « Ahmanson Foundation » (fundación Ahmanson) permitió la exposición con calidad de museo de los objetos de la herencia, con los objetos expuestos sobre los jardines, sobre la vida y los tiempos de Manchester Boddy, con importantes donantes y voluntarios para los "Descanso Gardens".
La casa es visitable en grupo y con guías los sábados y los domingos al mediodía. La casa se encuentra disponible para alquilar.

## Otras
La galería de exposiciones Carriage House Art Gallery donde se alternan las exposiciones de artistas locales.
En el 2005, David R. Brown, antiguo presidente del cercano Art Center College of Design, fue designado como director ejecutivo de "Descanso Gardens".
Los jardines fueron adaptados como un mapa de juego para el reality game show Cha$e del Sci Fi Channel.
En 1991 fue filmada en el jardín la serie de TV de Land of the Lost.
En 2007 fue filmado en el jardín el último episodio de la serie de Nickelodeon, el Manual de Supervivencia Escolar de Ned.

Detalles
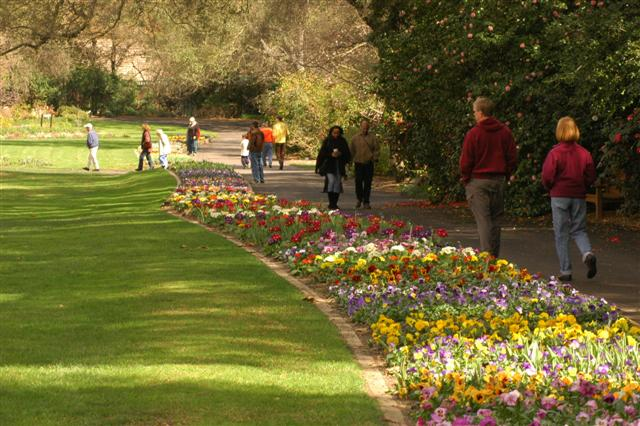
Sendero de paseo con bordura de plantas ornamentales y césped.
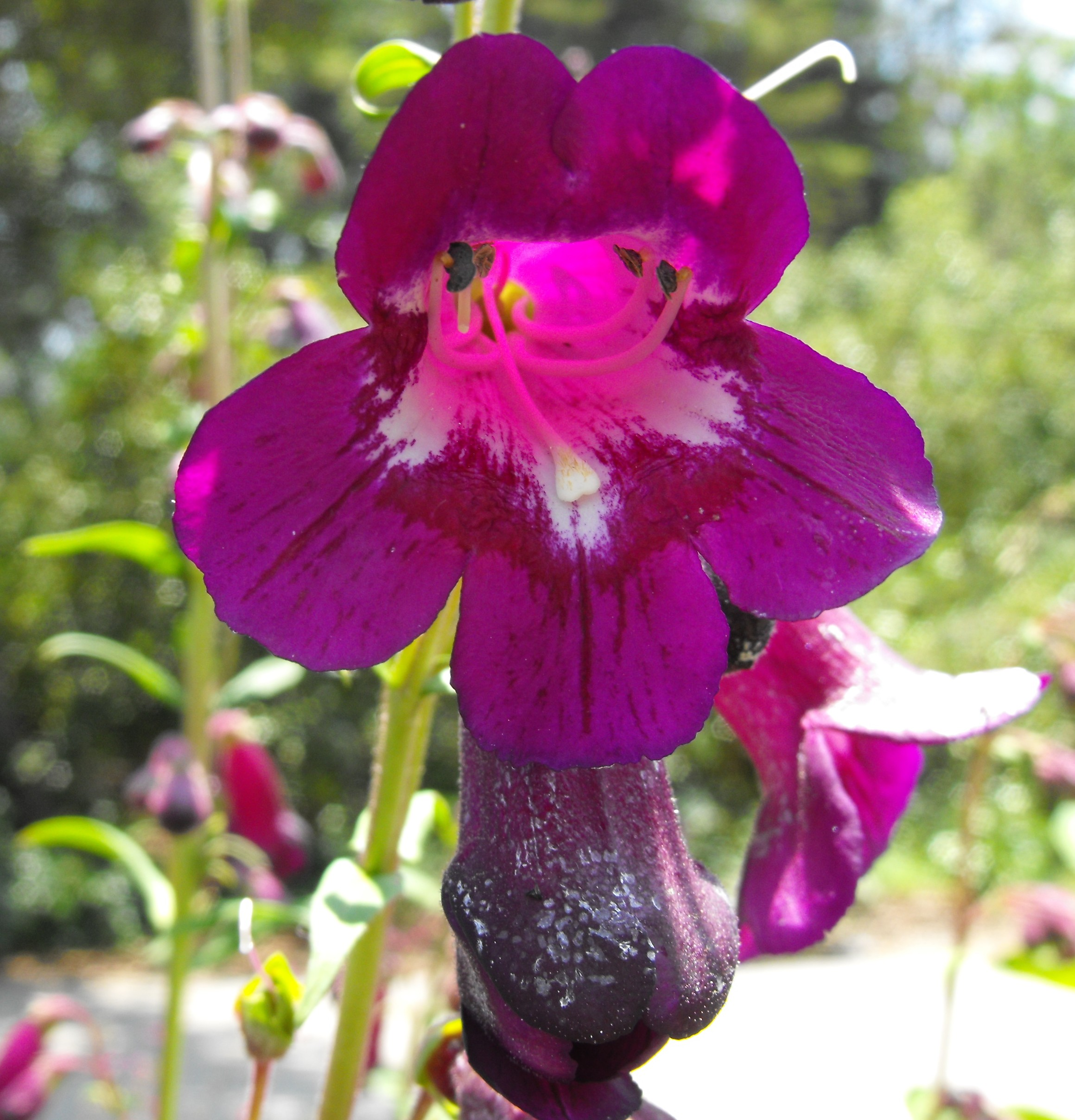
Penstemon 'Raven' (dark burgundy).
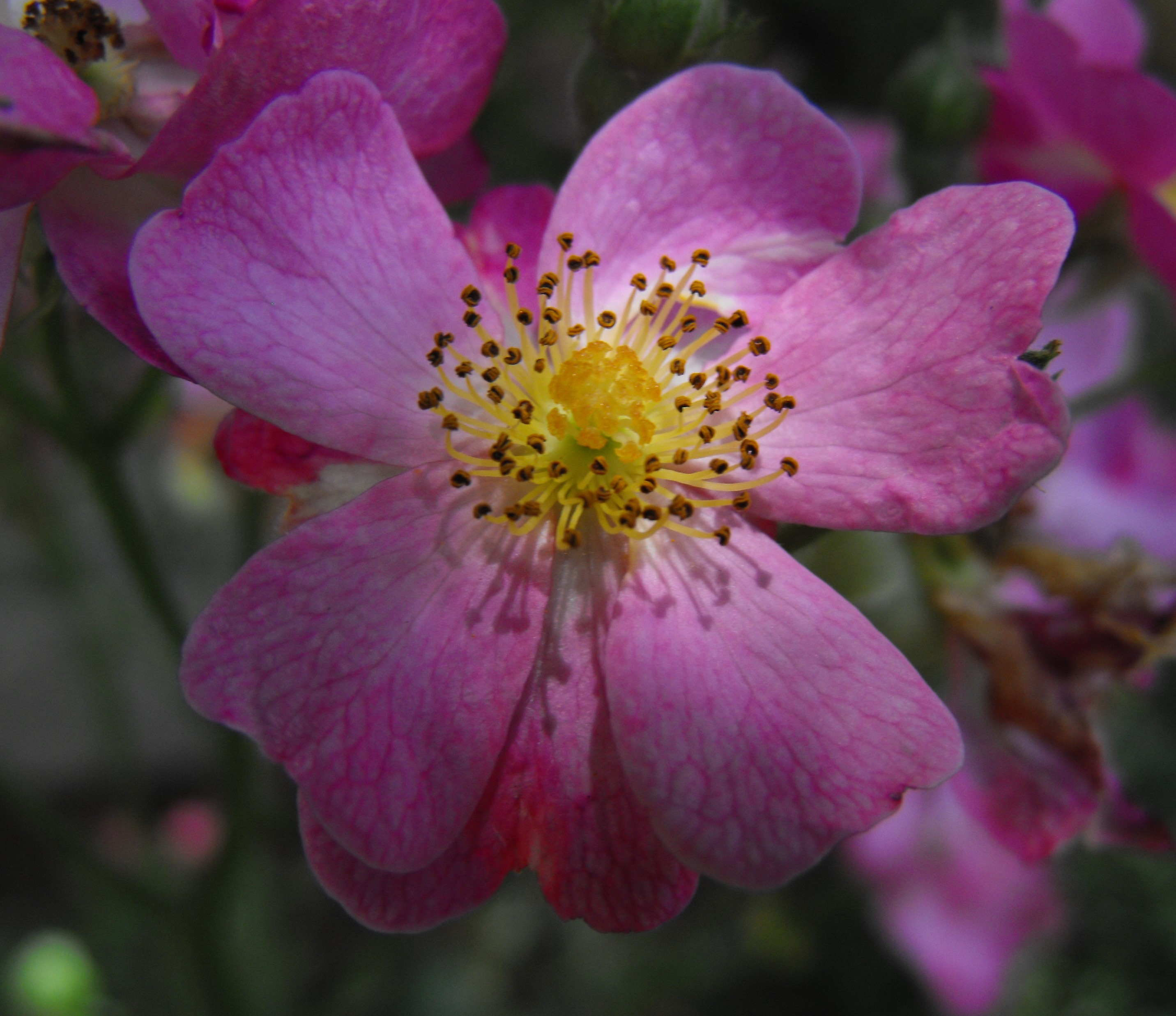
Rosa 'day dream'.
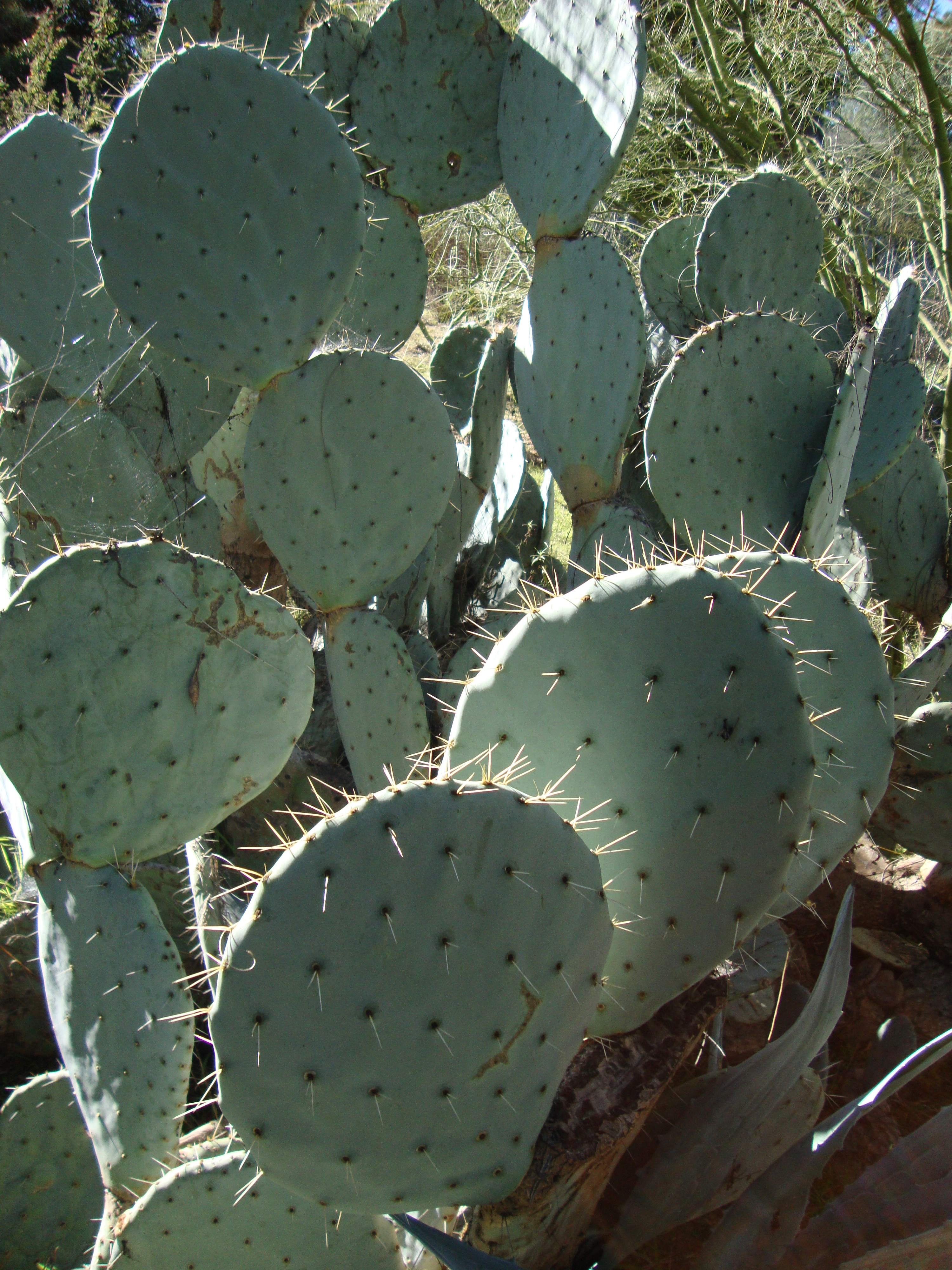
Cactus en Descanso Gardens.